# Regulador centrífugo

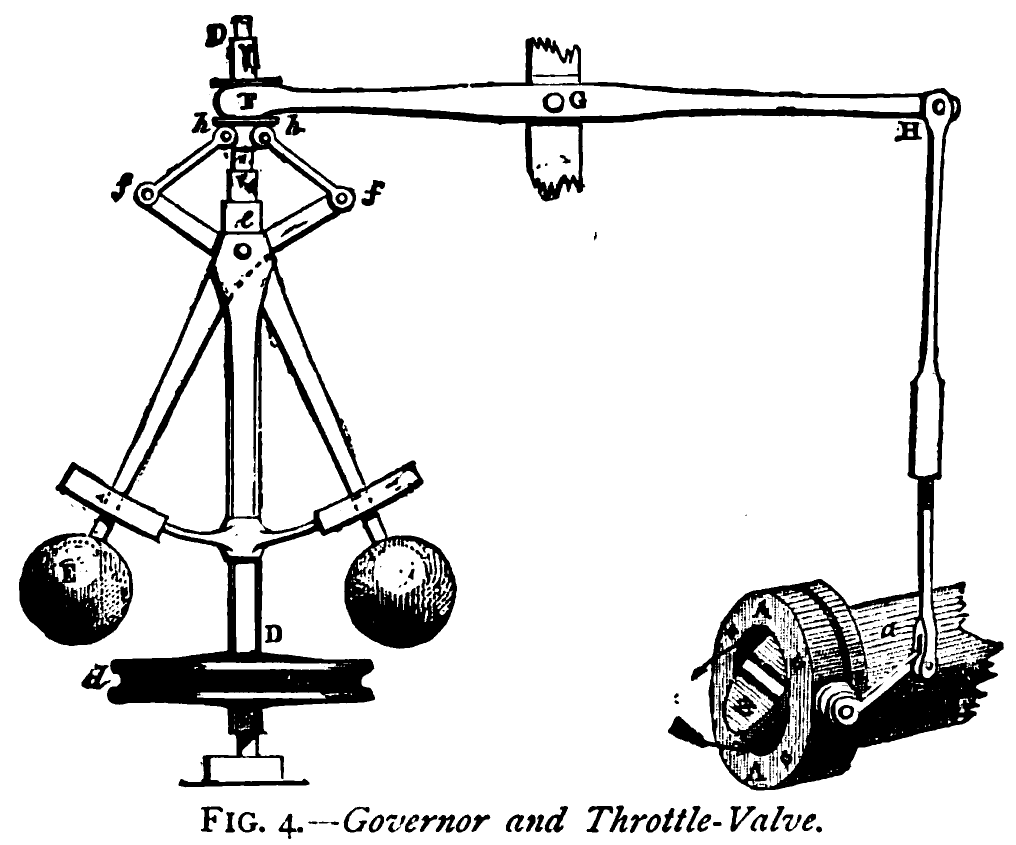
Péndulo de Watt.

El  regulador centrífugo es el sensor de una cadena mecánica de retroalimentación, que proporciona un parámetro que es función de la velocidad angular. Este parámetro puede ser un desplazamiento mecánico que actúe sobre una válvula de control de retroalimentación negativa que se suministra a un motor para mantener constante su velocidad.
Se compone de dos o más masas en rotación alrededor de un árbol giratorio. Como resultado de la fuerza centrífuga las masas tienden a alejarse del eje de rotación, pero al hacerlo se oponen a un sistema de resorte o a la fuerza de la gravedad a través de un sistema articulado, similar a un péndulo W.
Un sistema de palanca transforma el movimiento radial de las masas en deslizamiento axial sobre un collar. Una palanca de cambios tiene esta última para transferir el mecanismo que se quiere controlar, como puede ser la válvula de paso de vapor o de combustible, o de agua en una tubería de carga.

## Historia

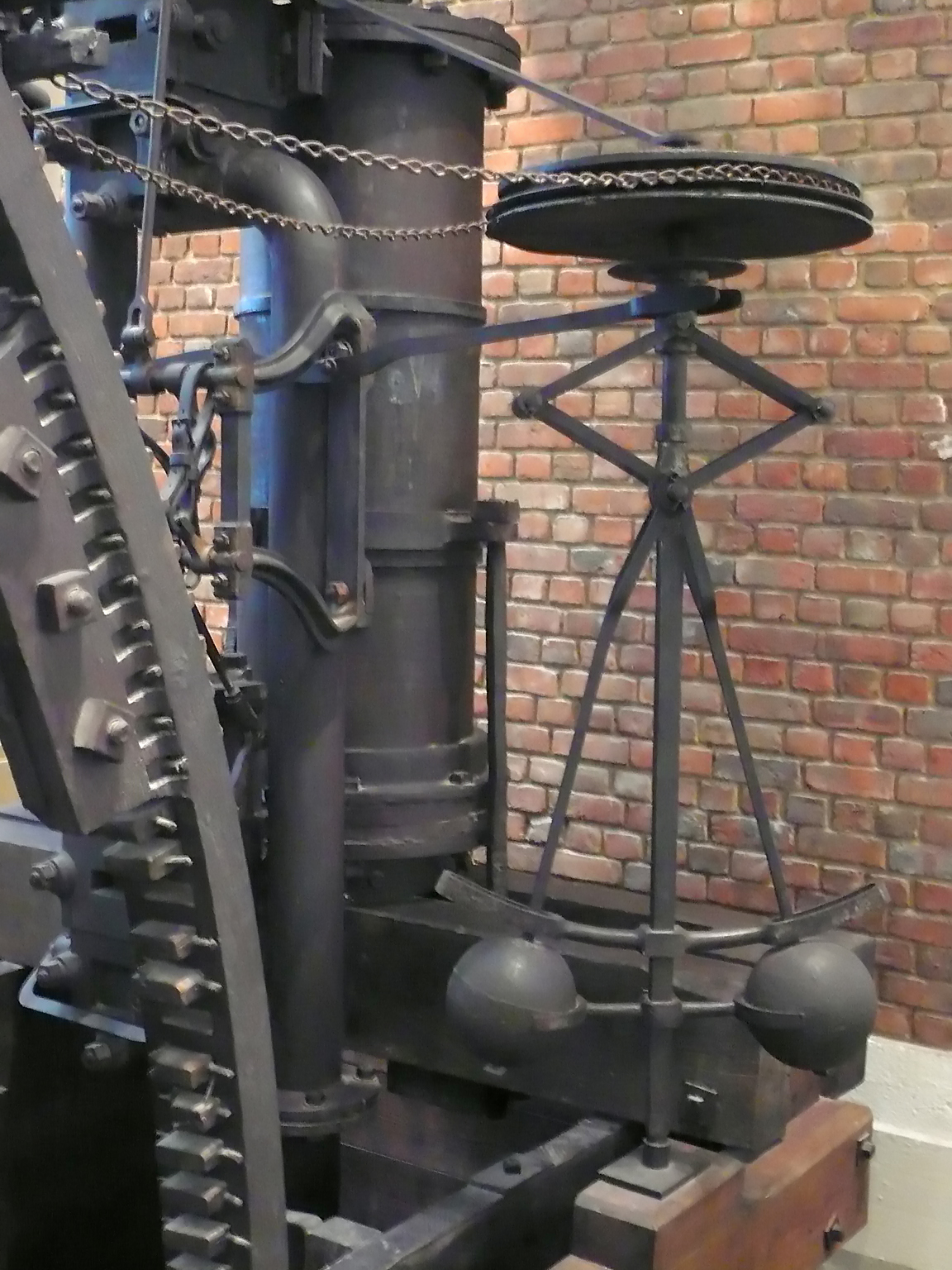
Motor de vapor Boulton y Watt, 1788.

Aunque nunca se atribuyó a sí mismo la invención del regulador centrífugo, el primer sistema fue desarrollado por James Watt en 1788  a sugerencia de su socio Matthew Boulton. Era como un péndulo con dos masas suspendidas por dos brazos articulados y la última serie de innovaciones que Watt introdujo para los motores de vapor.
El regulador centrífugo se usaba para ajustar la distancia y la presión entre muelas de los molinos de viento desde el siglo XVII. Por lo tanto, hay un malentendido sobre el hecho de que James Watt fuera el inventor de este dispositivo
Aún hoy una estatua gigante del regulador de Watt permanece erigida en Smethwick, en el condado inglés de West Midlands. Se le conoce como el flyball governor (regulador de bolas voladoras).
Otro tipo de regulador centrífugo consiste en un par de masas alrededor de un eje dentro de un cilindro, de alguna manera parecido al diseño de un freno de tambor, las masas o el cilindro llevan un revestimiento de fricción. Este tipo de regulador se utilizó para estabilizar su velocidad de giro en el gramófono de Edison y en los tocadiscos accionados por resorte, así como en los mecanismos de marcación decádica por pulsos de los teléfonos a disco que se usaron hasta fines del siglo XX.